# Gmina Vilhelmina
Gmina Vilhelmina (szw. Vilhelmina kommun) – gmina w Szwecji, w regionie Västerbotten, z siedzibą w Vilhelmina.
Pod względem zaludnienia Vilhelmina jest 249. gminą w Szwecji. Zamieszkuje ją 7422 osób, z czego 48,8% to kobiety (3622) i 51,2% to mężczyźni (3800). W gminie zameldowanych jest 78 cudzoziemców. Na każdy kilometr kwadratowy przypada 0,84 mieszkańca. Pod względem wielkości gmina zajmuje 7. miejsce.